# Élections sénatoriales de 2023 en Martinique
Les élections sénatoriales en Martinique ont lieu le dimanche 24 septembre 2023. Elles ont pour but d'élire les sénateurs représentant le département au Sénat pour un mandat de six années.

## Contexte départemental
Lors des élections sénatoriales de 2017 en Martinique, deux sénateurs ont été élus selon un mode de Scrutin majoritaire plurinominal : une PPM, Catherine Conconne et un MPF, Maurice Antiste.
Depuis, tous les effectifs du collège électoral des grands électeurs ont été renouvelés, avec les élections législatives de 2022, les élections régionales de 2021, les élections départementales de 2021 et les élections municipales de 2020.

## Sénateurs sortants
| Sénateur | Sénateur           | Parti | Fonctions lors de l'élection en 2017                          |
| -------- | ------------------ | ----- | ------------------------------------------------------------- |
|          | Maurice Antiste    | MPF   | Sénateur sortant, maire du François                           |
|          | Catherine Conconne | LME   | Conseillère territoriale, adjointe au maire de Fort-de-France |

## Présentation des candidats et des suppléants
Les nouveaux représentants sont élus pour une législature de 6 ans au suffrage universel indirect par les environ 850 grands électeurs du département. En Martinique, les sénateurs sont élus au scrutin majoritaire plurinominal. Le nombre reste inchangé, deux sénateurs sont à élire. 
| T/S | Candidats | Candidats                | Parti  | Principales fonctions                                      |
| --- | --------- | ------------------------ | ------ | ---------------------------------------------------------- |
| T   |           | Richard Barthéléry       | Péyi-A | Conseiller municipal de La Trinité                         |
| S   |           | Michelle Bonnaire        |        |                                                            |
|     |           |                          |        |                                                            |
| T   |           | Belfort Birota           | RDM    | Conseiller municipal du Robert                             |
| S   |           | Déborah Le Nogue         |        |                                                            |
|     |           |                          |        |                                                            |
| T   |           | Raphaël Séminor          | PPM    | Adjoint au maire de Fort-de-France                         |
| S   |           | Frédérique Dispagne      |        |                                                            |
|     |           |                          |        |                                                            |
| T   |           | Frantz Thodiard          | PPM    | Conseiller municipal de Fort-de-France                     |
| S   |           | Patricia Palmont         |        |                                                            |
|     |           |                          |        |                                                            |
| T   |           | Yvon Pacquit             | PPM    | Adjoint au maire de Fort-de-France                         |
| S   |           | Sarah Londas             |        |                                                            |
|     |           |                          |        |                                                            |
| T   |           | Frédéric Buval           | DT     | Maire de La Trinité                                        |
| S   |           | Yannick Etienne Notte    | BPM    | Adjointe au maire du Lamentin, conseillère territoriale    |
|     |           |                          |        |                                                            |
| T   |           | Catherine Conconne       | LME    | Sénatrice sortante, conseillère territoriale               |
| S   |           | Christian Rapha          | RE     | Maire de Saint-Pierre                                      |
|     |           |                          |        |                                                            |
| T   |           | Jean Lanoix              | IF     | Conseiller municipal, suppléant du député Jiovanny William |
| S   |           | Chantal Fontaine         |        |                                                            |
|     |           |                          |        |                                                            |
| T   |           | Louise Telle             |        | Ancienne conseillère à l'Assemblée de Martinique           |
| S   |           | Jean-Marcel Maran        |        | Ancien conseiller régional                                 |
|     |           |                          |        |                                                            |
| T   |           | Edouard Achille Tinaugus | DVG    |                                                            |
| S   |           | Karine Elisée Therese    |        |                                                            |

## Résultats
| Candidats                | Candidats                | Parti                    | Nuance                   | Premier tour | Premier tour | Second tour | Second tour |
| Candidats                | Candidats                | Parti                    | Nuance                   | Voix         | %            | Voix        | %           |
| ------------------------ | ------------------------ | ------------------------ | ------------------------ | ------------ | ------------ | ----------- | ----------- |
|                          | Catherine Conconne       | LME                      | DVG                      | 479          | 73,47        |             |             |
|                          | Frédéric Buval           | DT                       | DVG                      | 194          | 29,75        | 366         | 51,91       |
|                          | Raphaël Séminor          | PPM                      | DVG                      | 161          | 24,69        | Retrait     | Retrait     |
|                          | Yvon Pacquit             | PPM                      | DVG                      | 120          | 18,40        | 158         | 22,41       |
|                          | Richard Barthéléry       | Péyi-A                   | REG                      | 109          | 16,72        | 130         | 18,44       |
|                          | Frantz Thodiard          | PPM                      | DVG                      | 94           | 14,42        | 51          | 7,23        |
|                          | Jean Lanoix              | IF                       | DVG                      | 90           | 13,80        | Retrait     | Retrait     |
|                          | Belfort Birota           | RDM                      | DVG                      | 84           | 12,88        | Retrait     | Retrait     |
|                          | Louise Telle             | REG                      | REG                      | 54           | 8,28         | Retrait     | Retrait     |
|                          | Edouard Achille Tinaugus | DVG                      | DVG                      | 23           | 3,53         | Retrait     | Retrait     |
|                          |                          |                          |                          |              |              |             |             |
| Suffrages exprimés       | Suffrages exprimés       | Suffrages exprimés       | Suffrages exprimés       | 652          | 82,95        | 705         | 89,92       |
| Votes blancs             | Votes blancs             | Votes blancs             | Votes blancs             | 98           | 12,47        | 34          | 4,34        |
| Votes nuls               | Votes nuls               | Votes nuls               | Votes nuls               | 36           | 4,58         | 45          | 5,74        |
| Total                    | Total                    | Total                    | Total                    | 786          | 100          | 784         | 100         |
| Abstention               | Abstention               | Abstention               | Abstention               | 24           | 2,96         | 25          | 3,09        |
| Inscrits / participation | Inscrits / participation | Inscrits / participation | Inscrits / participation | 810          | 97,04        | 809         | 96,61       |